# Athlītikos Syllogos Arīs Thessalonikīs 2013-2014
Questa voce raccoglie le informazioni riguardanti l'Athlītikos Syllogos Arīs Thessalonikīs nelle competizioni ufficiali della stagione 2013-2014.

## Rosa
| N. |                      | Ruolo | Calciatore                |
| -- | -------------------- | ----- | ------------------------- |
| 1  | Australia (bandiera) | P     | Dean Bouzanis             |
| 13 | Grecia (bandiera)    | P     | Sōkratīs Dioudīs          |
| 25 | Grecia (bandiera)    | P     | Anastasios Karadais       |
| 32 | Grecia (bandiera)    | P     | Marios Gelis              |
| 2  | Grecia (bandiera)    | D     | Michalis Kyrgias          |
| 3  | Grecia (bandiera)    | D     | Michalis Giannitsis       |
| 4  | Grecia (bandiera)    | D     | Vasilios Karagounis       |
| 5  | Spagna (bandiera)    | D     | Rubén Pulido (capitano)   |
| 18 | Grecia (bandiera)    | D     | Nikos Tsoumanis           |
| 21 | Grecia (bandiera)    | D     | Georgios Margaritis       |
| 22 | Grecia (bandiera)    | D     | Aristotelīs Karasalidīs   |
| 36 | Grecia (bandiera)    | D     | Nicolaos Psychogios       |
| 44 | Grecia (bandiera)    | D     | Andreas Iraklis           |
| 6  | Grecia (bandiera)    | C     | Charalampos Ikonomopoulos |
| 7  | Grecia (bandiera)    | C     | Dimitrios Sounas          |
| 8  | Grecia (bandiera)    | C     | Vasilīs Triantafyllakos   |
| 10 | Grecia (bandiera)    | C     | Andreas Tatos             |
| 12 | Grecia (bandiera)    | C     | Konstantinos Kotsaridis   |

| N. |                     | Ruolo | Calciatore             |
| -- | ------------------- | ----- | ---------------------- |
| 14 | Grecia (bandiera)   | C     | Nikolaos Golias        |
| 15 | Bulgaria (bandiera) | C     | Chigozie Udoji         |
| 19 | Grecia (bandiera)   | C     | Giannīs Papadopoulos   |
| 20 | Grecia (bandiera)   | C     | Stelios Tsoukanis      |
| 24 | Grecia (bandiera)   | C     | Kaloudis Lemonis       |
| 26 | Nigeria (bandiera)  | C     | John Ike Ibeh          |
| 27 | Grecia (bandiera)   | C     | Pantelis Antoniadis    |
| 30 | Grecia (bandiera)   | C     | Erotokritos Damarlis   |
| 39 | Grecia (bandiera)   | C     | Panagiotis Kontovas    |
| 77 | Albania (bandiera)  | C     | Andi Renja             |
| 86 | Slovenia (bandiera) | C     | Rok Elsner             |
| 9  | Spagna (bandiera)   | A     | David Aganzo           |
| 11 | Grecia (bandiera)   | A     | Nikolaos Angeloudis    |
| 29 | Grecia (bandiera)   | A     | Ilias Stavropoulos     |
| 33 | Grecia (bandiera)   | A     | Michalīs Manias        |
| 51 | Grecia (bandiera)   | A     | Zisis Naoum            |
| 93 | Grecia (bandiera)   | A     | Alexandros Karagiannis |
| -  | Grecia (bandiera)   | A     | Konstantinos Simou     |